# Petrowiriwka
Petrowiriwka (ukr. Петровірівка, w latach 1927–2016 Żowteń, ukr. Жовтень) – wieś na Ukrainie w rejonie berezowskim obwodu odeskiego.

## Dzieje
Wieś założona została w 1814 na terytorium, które w 1792 przyłączono do Imperium Rosyjskiego po traktacie w Jassach. W 1830 włączono Petrowiriwkę w granice tyraspolskiego ujezdu guberni chersońskiej. W 1927 władza komunistyczna zmieniła nazwę wioski na „Żowteń” (ukr. Жовтень). Nazwa ta była używana do 2016 roku.
Obecnie wieś liczy 2900 mieszkańców i jest jedną z największych wsi rejonu. We wsi urodził się akademik RAN T.I. Ojzerman.